# Carl Linfert
Carl Josef Linfert, auch Karl Josef (* 14. Juli 1900 in Köln; † 30. Mai 1981 ebenda) war ein deutscher Kunsthistoriker, Journalist und Rundfunkredakteur.

## Leben

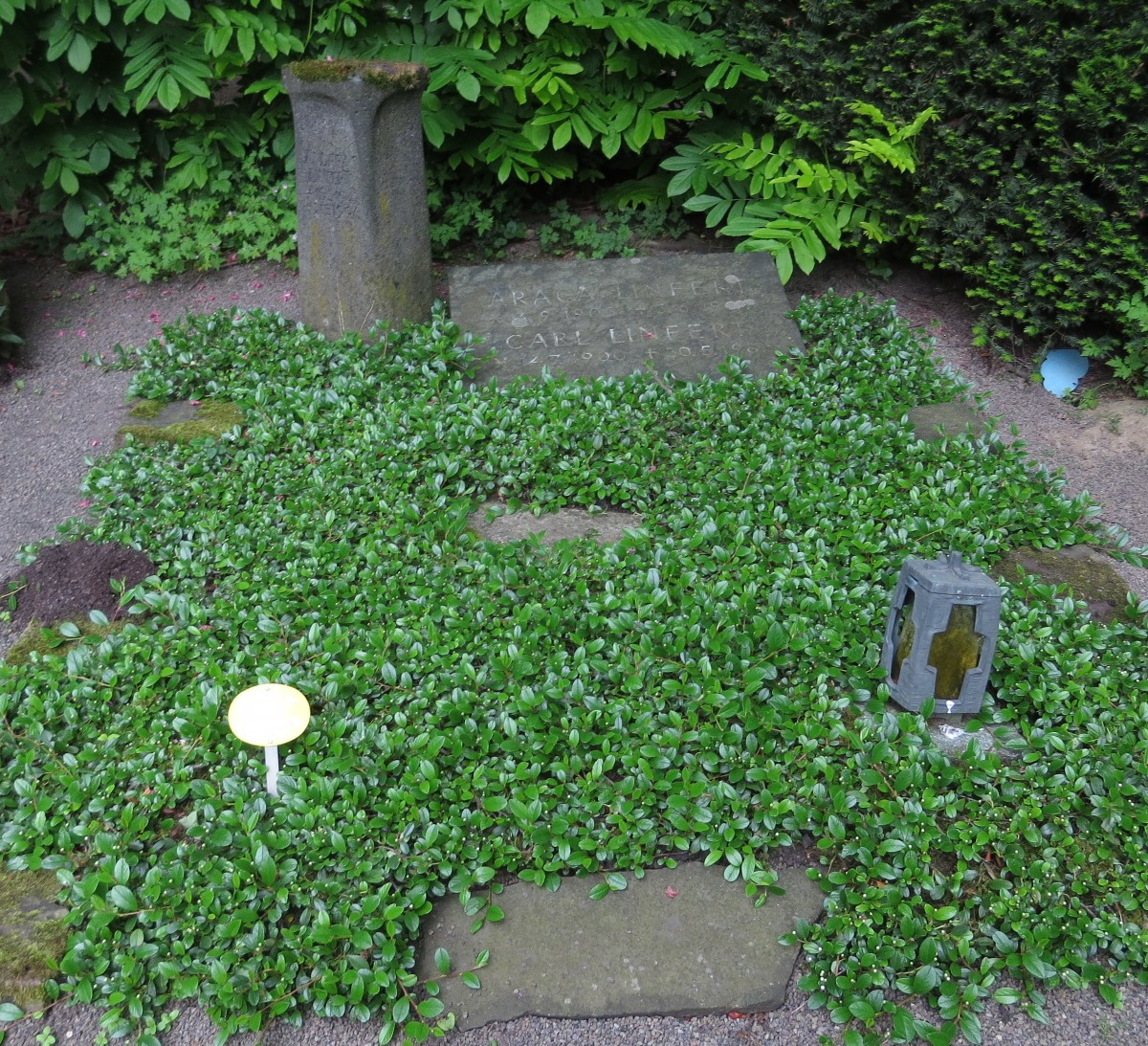
Grabstätte von Carl, Katharina und Andreas Linfert (2015)

Carl Linfert promovierte 1924 in Staatswissenschaften und 1927 in Kunstgeschichte. Er volontierte an mehreren Kölner Museen. In den 1920er Jahren begann er für die Frankfurter Zeitung zu schreiben, bei der er dann ab 1930 als Korrespondent und Redakteur arbeitete. Bis 1943 war er in der Berliner Niederlassung des Blattes u. a. als Film- und Theaterkritiker tätig. 1939 heiratete er in Berlin die Tänzerin und spätere Tanzpädagogin Katharina Elisabeth Simons (Künstlername: Araça Makarowa) (1905–1964).
Nach dem Krieg gründete er in Berlin zusammen mit Paul Bourdin den Kurier, dessen Kulturredaktion er leitete. 1949 folgte Linfert einem Angebot des damaligen NWDR in Köln zum Aufbau des wissenschaftlichen Nachtprogrammes. Er leitete dieses Programm bis zu seiner Pensionierung im Jahre 1966. Seit 1962 war er Mitglied der Deutschen Akademie für Sprache und Dichtung.
Sein Sohn war der Klassische Archäologe Andreas Linfert (1942–1996).
Die Grabstätte der Familie Linfert befindet sich auf dem Kölner Friedhof Melaten (Flur 88).

## Veröffentlichungen (Auswahl)
- Die Phantasiearchitekturzeichnung der Franzosen vom Ende des Louis Quatorze bis zum Louis Seize (Oppenort bis Delafosse). Frankfurter Verlags-Anstalt, Berlin 1931 (zugl.: Köln, Phil. Diss., 1927).
- Albrecht Altdorfer: Die Enthüllung der Landschaft. Werkstatt f. Buchdruck u. Verl., Mainz 1938.
- Alt-Kölner Meister. Bruckmann, München 1941.
- Die Gemälde / Hieronymus Bosch. Phaidon Verlag, Köln 1959.
- Über die Zuschauer der Maler: Bild eines Jahrzehnts. Kiepenheuer u. Witsch, Köln/Berlin 1966.
- Hieronymus Bosch. DuMont Schauberg, Köln 1970, ISBN 3-7701-0519-2.